# Анаморфоз (мистецтво)
Анаморфоз (з грецької αναμόρφωση, від ἀνᾰ- префікс зі значенням повторності + μορφή — «образ, форма») — це конструкція, створена таким чином, що в результаті оптичного зміщення якась форма, недоступна спочатку для сприйняття як така, складається в легко прочитуваний образ. Задоволення полягає у спостереженні за тим, як образ несподівано з'являється з форми, яка спочатку нічого не показує. З 1657 року термін «анаморфоз» використовують для опису зображень, які можна побачити лише під певним кутом або за допомогою спеціального дзеркала чи системи призм.

## Види

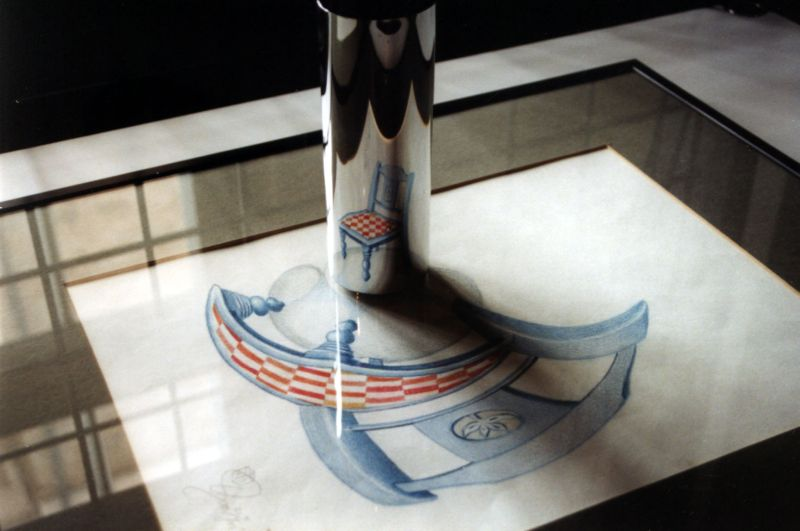
Анаморфоз, який можна побачити лише через циліндрично вигнуте дзеркало

Ганс Гольбейн Молодший. Посланці. 1533. Череп у центрі внизу стає видимим, якщо дивитися під дуже прямим кутом знизу справа наліво або…

Анаморфози, зображення на яких декодуються за допомогою дзеркала, називаються катоптричними анаморфозами. Без дзеркала зазвичай можна розпізнати анаморфози довжини, у яких зображення сильно вертикально розтягнуте. Викривлення на таких анаморфозах зникають, якщо дивитись на них дуже прямо. Дорожні знаки, такі як цифри, стрілки та зебри на шосе і трасах наносяться також анаморфно, оскільки водій дивиться на дорогу під плоским кутом.

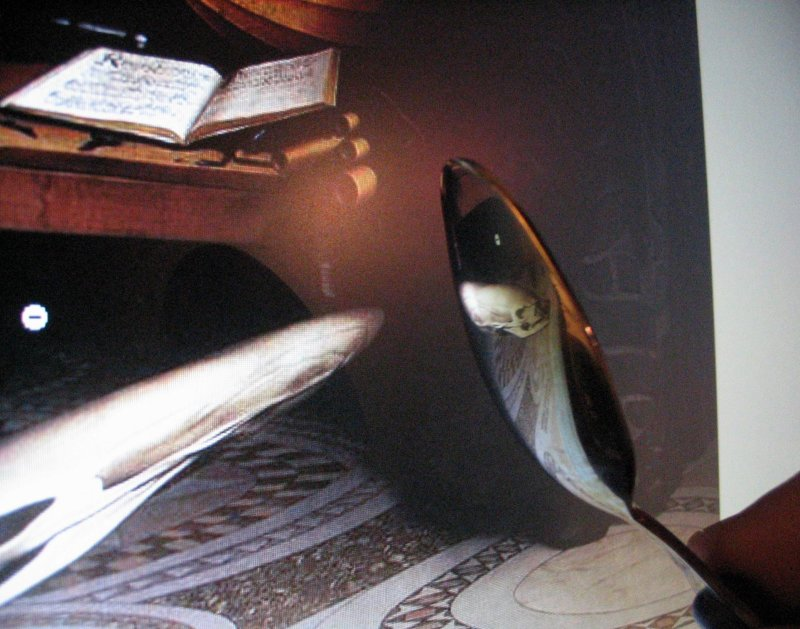
…за допомогою ложки

Анаморфозом карти у картографії часто називають зображення з нерівномірним, неоднаковим масштабом.

## Історія
Про таку можливість шифрування повідомлень люди дізнались ще у Середньовіччі і у багатьох кірхах Італії це стало справжнім мистецтвом. Щоб розшифрувати такі послання, потрібно було знати правильний кут огляду. Часто в такий спосіб приховували заборонені мотиви, наприклад, еротичні сцени. Численні художники малювали анаморфози з наукових причин; деякі з них були математиками.
Одним з найвідоміших прикладів анаморфозу в образотворчому мистецтві є картина «Посланці», яка висить у Національній галереї в Лондоні, написана Гансом Гольбейном Молодшим у 1533 році. Серед інших художників та граверів, які використовували (частково приховані) анаморфічні зображення — Корнеліс Антоніс, Гаспар Антуан де Буа-Клер, Лодовіко Буті, Ганс Генріх Глейзер, Адріан П. Годдін, Атанасіус Кірхер, Жан-Франсуа Нісерон, Ерхард Шен, Каспар Шотт, Гіллем Скротес і Йоганн Штоммель.
Починаючи з епохи Відродження, анаморфоз почали використовувати в ілюзіоністичному розписі стелі, щоб компенсувати викривлення та нерівності з передбачуваної точки огляду спостерігача (погляд знизу). Артур Семюель Моул (1889—1983), американський фотограф, використовував анаморфоз для створення величезних картин, які компонував з людей, число яких сягало 30 000. Розпізнати образ можна було лише з високої оглядової вежі.
Анаморфоз також використовується в відеоарті, щоб досягнути ефекту обману людського ока. Американський рок-гурт OK Go зняв своє OneShot-відео на пісню «The Writing's On the Wall» на основі цього стилістичного прийому і, власне, про нього.
У сучасному живописі одним з останніх прийом анаморфозу використав у своєму циклі «Анаморфічні портрети» Рене Лукхардт.

## Зоологія
Термін анаморфоз використовується також у зоології. Йдеться про процес розвитку личинок багатоніжок. Закон анаморфозу стверджує, що всі членики, які на певній стадії не мають ніжок, стануть члениками з ніжками на наступній стадії. На попередній стадії вони вже мають маленькі зачатки ніжок. За зоною члеників без ніжок слідує зона з ранніми зачатками таких же майбутніх члеників без ніжок. Зазвичай ця зона світлішого кольору і менш склеротизована (затверділа).

## Приклади в кінематографі
На принципі анаморфозу побудовані:
- композиція декількох сцен у фільмі «Лабіринт»;
- вбивства у фільмі «Анаморф[en]».